# Ansett Australia
Ansett Australia var et flyselskab fra Australien, med hovedsæde i Melbourne. Det gik i betalingsstandsning i 2001 og 4. marts 2002 blev selskabet erklæret i konkurs og flyvningerne ophørte. 66 år og 11 dage efter den første take-off i 1936 fra Hamilton i Victoria var det slut.
Selskabet fløj indenrigsruter og ruter til Asien. Storhedstiden var omkring 1996. Ved konkursen var det medlem af Star Alliance.